# Марко Музикравић
Марко Љ. Музикравић (Бечањ, 1915 — Зеленгора, мај 1945) је био капетан прве класе Југословенске војске и командант Првог шумадијског корпуса Југословенске војске у Отаџбини.

## Биографија
За време Другог светског рата је био командант бригаде у Гружи, а потом и командант Првог шумадијског корпуса Југословенске војске у Отаџбини.
Музикравић је преко Новице Лукића, свршеног питомца Артиљеријско техничког завода у Крагујевцу, одржавао везу са Душаном Дујом Смиљанићем, Александром Милошевићем и Црним шамијама.
Дана 14. јуна 1942. године је присуствовао састанку у Страгарима на којем су капетан Душан Смиљанић, потпоручник Живадин Павловић и Никола Калабић окупили припаднике Српске државне страже из крагујевачког среза, који су заправо били легализовани четници, лојални генералу Драгољубу Дражи Михаиловићу.

## Одликовања
- Орден Белог орла са мачевима V реда (1943)[3]